# Майда (Архангельская область)
Майда — деревня в Мезенском районе Архангельской области. Входит в состав Койденского сельского поселения.

## География
Деревня расположена в северной части области на расстоянии примерно в 116 километрах по прямой к северо-западу от районного центра Мезени.
Часовой пояс
Деревня Майда как и вся Архангельская область, находится в часовой зоне МСК (московское время). Смещение применяемого времени относительно UTC составляет +3:00.

## Население
| 2002 | 2010 | 2012 |
| ---- | ---- | ---- |
| 138  | ↘92  | ↘90  |

Национальный состав
Согласно результатам переписи 2002 года, в национальной структуре населения русские составляли 98 % из 136 чел..